# Sutra nikad ne umire
Sutra nikad ne umire (eng. Tomorrow Never Dies) britanski je akcijski triler iz 1997. To je 18. film o  Jamesu Bondu i drugi s  Pierceom Brosnanom u glavnoj ulozi. Kao scenarist je naveden Bruce Feirstein, iako je on preradio materijal nekoliko drugih pisaca, dok je film režirao Roger Spottiswoode. Film prati Bonda koji pokušava spriječiti medijskog mogula da ne inscenira događaje i pokrene Treći svjetski rat.
Film su producirali Michael G. Wilson i Barbara Broccoli, a bio je prvi film snimljen nakon smrti veterana producenta  Alberta R. Broccolija. Nakon što je film Zlatno oko oživio serijal nakon šestogodišnje stanke, njegov nasljednik morao je biti jednako uspješan. Pritisak je izazvao tenzije na setu pa se govorilo kako se javljaju kreativne nesuglasice, što su službeni izvori opovrgnuli. Iako nije postigao takav uspjeh kao Zlatno oko, Sutra nikad ne umire je dobro prošao na box-officeu te zaradio mnoge pozitivne kritike; podbačaj je često pripisivan činjenici da je film objavljen kad i Titanic. Osvojio je nekoliko nagrada, većinom za glazbu  Davida Arnolda i naslovnu pjesmu koju je izvela Sheryl Crow.

## Produkcija
Nakon što je Zlatno oko vratio pozornost na serijal, stvoren je pritisak da i njegov nasljednik bude jednako kvalitetan. Pritisak je došao od studija MGM, koji je malo prije toga prodan milijarderu Kirku Kerkorianu koji je htio da se film objavi kad dionice studija dospiju na burzu, i publike širom svijeta. Producent Michael G. Wilson je rekao: "Vidite da je publika velika i pretpostavljam da ne želite objaviti film koji će je razočarati." Bio je ovo prvi film koji je objavljen nakon smrti Alberta R. Broccolija, koji je bio zadužen za produkciju svih filmova iz serijala. Žurba da se film završi podignula je budžet na oko 110 milijuna dolara.
Producenti nisu mogli privoliti  Martina Campbella, redatelja filma Zlatno oko, da se vrati; njegov agent je rekao: "Martin jednostavno nije htio snimiti dva Bond filma zaredom". Umjesto njega, u rujnu 1996. je izabran Roger Spottiswoode. Priča vuče korijene iz komada Donalda E. Westlakea, iako se ne zna što je utjecalo na njega. Bruce Feirstein, koji je radio na Zlatnom oku, napisao je prvotni scenarij, koji je nakon toga proslijeđen Spottiswoodeu na preradu. U Londonu je okupio sedam holivudskih scenarista radi diskusije, a na kraju je izabrao Nicholasa Meyera da preradi scenarij. Na scenariju su radili i Dan Petrie mlađi i David Campbell Wilson, i to prije Feirsteina, kojem je vraćen za konačno dotjerivanje.

### Scenarij
Kako romani  Iana Fleminga nisu bili adaptirani, bila je potrebna potpuno nova originalna priča. Scenarij je završen nakon dugih i mukotrpnih rasprava. Spottiswoode je rekao da je MGM imao scenarij u siječnju 1997., a govorio je o povratku Hong Konga  Kini, što se dogodilo u lipnju. To se nije moglo iskoristiti za film koji bi trebao biti premijerno prikazan krajem godine, pa su morali početi ispočetka. Wilson je rekao "prvog dana snimanja nismo imali scenarij spreman za snimanje", a Pierce Brosnan je dodao "imali smo scenarij koji nije funkcionirao na nekim dijelovima." Daily Mail javio je o svađi između Spottiswoodea i producenata jer su potonji preferirali Petriejevu verziju. Rekli su i da Jonathan Pryce i Teri Hatcher nisu bili zadovoljni svojim novim ulogama, što je izazvalo daljnje prepiske. Do naslova se došlo slučajno: jedan od potencijalnih naslova bio je Tomorrow Never Lies (Sutra nikad ne laže), a bio je faksiran MGM-u. Međutim, zbog pogreške je postao Tomorrov Never Dies, koji se MGM-u toliko svidio da su inzistirali da se upotrijebi. Naslov po prvi put nije imao veze s djelima Iana Fleminga, a i sam film prvi put nije koristio elemente iz njegovih radova, osim samog Bonda i gđice. Moneypenny.

### Snimanje
Sporedno snimanje počelo je 18. siječnja 1997. s Vicom Armstrongom u redateljskoj ulozi; uvodnu sekvencu snimili su u  francuskim Pirinejima nakon čega su se preselili u Portsmouth kako bi snimili pripreme Kraljevske mornarice za doček Kineza. Glavni dio snimanja počeo je 1. travnja. Nisu mogli koristiti filmska studija Leavesden, koja su sagradili u napuštenoj tvornici Rolls-Roycea za Zlatno oko, jer je George Lucas tu snimao film Ratovi zvijezda, Epizoda I, pa su sagradili hangare na drugoj napuštenoj industrijskoj lokaciji u blizini. Osim toga, koristili su se i glavnim studijom u studijima Pinewood.
Planirali su snimiti neke scene u gradu Ho Ši Min, u Vijetnamu, a odobrena im je i viza. To je poništeno nakon dva mjeseca planiranja, pa se snimanje moralo preseliti u Bangkok, na Tajland. Neki tvrde kako je kineska vlada izvršila pritisak na Vijetnam, jer nisu bili zadovoljni pričom o korumpiranim kineskim generalima koji rade za medijskog tajkuna. Međutim, Bond glasnogovornik Gordon Amell je tvrdio kako se Vijetnamcima nije sviđalo što bi se morala koristiti pirotehnika, dok je vijetnamski dužnosnik izjavio kako se to dogodilo zbog "mnogih složenih razloga".
Scene automobilske potjere snimane su tri tjedna, a automobilski park Brent Crossa (londonska robna kuća) poslužio je kao simulacija Hamburga. U kaskaderskoj sceni u kojoj su zapaljena tri vozila pojavilo se više dima nego što je bilo potrebno, pa je jedan građanin pozvao vatrogasce. Korištene su i dvije lokacije iz bivših Bond filmova: ljubavna scena između Brosnana i Hatcherove snimljena je golf klubu Stoke Poges, koji se pojavio i u Goldfingeru, a zaljev u kojem traže Carverov skriveni brod je otok Khow-Ping-Khan blizu Phuketa, na Tajlandu, koji je prethodno korišten u filmu Čovjek sa zlatnim pištoljem.
Tokom snimanja, pojavljivali su se navodi o nesuglasicama na setu. Daily Mail izvijestio je da Spottiswoode i Feirstein više ne razgovaraju te da su članovi ekipe prijetili da će dati otkaz, a jedan je rekao, "Sva radost i timski rad koji su bili Bondovo obilježje su potpuno nestali." To je demantirao Brosnan rekavši, "Nije to bilo ništa do dobrih starih kreativnih nesporazuma", dok je Spottiswoode rekao, "Sve je sređeno... Ništa važno se nije dogodilo." Spottiswoode nije režirao sljedeći film, rekao je da su ga producenti zvali, ali je bio preumoran. Brosnan i Hatcherova kratko su se posvađali jer je ona na set došla dan kasnije. Stvar je ubrzo riješena, a Brosnan joj se ispričao nakon što je shvatio da je razlog njezina kašnjenja bila - trudnoća.

## Radnja
Priča počinje s teroristima koji prodaju oružje negdje na  ruskoj granici. MI6 je poslao Bonda na teren kako bi to istražio. Preko televizije, MI6 i britanska vojska prepoznaju  američkog terorista Henryja Guptu (Rick Jay), kojeg je medijski mogul Eliot Carver poslao da kupi američki odašiljač za globalnu navigaciju (GPS). Britanci naređuju raketni napad na tržnicu oružja, ali tek nakon toga shvaćaju kako se tu nalaze i  sovjetska nuklearna torpeda, koja bi mogla ozračiti područje. Bond otima avion L-39 Albatross (na kojem se nalaze projektili) i odlazi u sigurnost; neopažen, Gupta nestaje s odašiljačem.
Eliot Carver (Jonathan Pryce) planira iskoristiti odašiljač kako bi izazvao rat između  Narodne Republike Kine i  Ujedinjenog Kraljevstva, dok bi njegovo medijsko carstvo, Carver Media Group Network, eksluzivno donosilo sve vijesti. Uz pomoć odašiljača, Gupta skreće s putanje fregatu HMS Devonshire u  Južnom kineskom moru, gdje se nalazi skriveni Carverov brod, čija posada krade neke projektile s fregate. Carverov čovjek za prljave poslove, g. Stamper (Götz Otto), potapa fregatu i ruši jedan od dva kineska lovca koji su poslani kako bi istražili britansku prisutnost u kineskim vodama. Misleći kako su ih napali Kinezi, admiral Roebuck daje M (Judi Dench) 48 sati da istraži prije nego Kraljevska mornarica uzvrati.
Nakon što je MI6 uhvatio jedan lažni signal s Carverova satelita, M šalje Bonda kako bi istražio Carvera. Bond odlazi u Hamburg i zavodi Carverovu ženu, Paris (Teri Hatcher), bivšu djevojku; ona mu odaje informaciju koja će mu pomoći da se ušulja u Carverovo sjedište i ukrade GPS odašiljač. Nakon što je Carver saznao za to, naređuje da se ubiju Paris i Bond; ona je ubijena, on nije. Bond tada odlazi u Južno kinesko more kako bi istražio olupinu Devonshirea, gdje otkriva kako nedostaje nekoliko projektila. Njega i Wai Lin (Michelle Yeoh), kinesku špijunku poslanu da istraži potopljenu olupinu, zarobio je Stamper i odveo ih pod vijetnamsku upravu; ali oni uspijevaju pobjeći i počinju surađivati.
Obavještavaju Kraljevsku mornaricu i kineske zrakoplovne snage o tome što se događa, pronalaze i ukrcavaju se na Carverov skriveni brod kako bi spriječili lansiranje ukradenih britanskih projektila na Peking. Tokom borbe na brodu, Carver ubija Guptu, rekavši kako mu je istekao ugovor, ali Bond ubija Stampera i Carvera i uništava mehanizam za ometanje signala, što omogućava Kraljevskoj mornarici da vide brod i unište ga.

## Glumci
- Pierce Brosnan - James Bond
- Jonathan Pryce - Elliot Carver
- Michelle Yeoh - Wai Lin
- Teri Hatcher - Paris Carver
- Ricky Jay - Henry Gupta
- Götz Otto - G. Stamper
- Joe Don Baker - Jack Wade
- Vincent Schiavelli - Dr. Kaufman
- Judi Dench - M
- Desmond Llewelyn - Q
- Samantha Bond - Gđica. Moneypenny
- Colin Salmon - Charles Robinson
- Geoffrey Palmer - Admiral Roebuck
- Julian Fellowes - Ministar obrane

## Vanjske poveznice
- Sutra nikad ne umire u internetskoj bazi filmova IMDb-a
- MGM's official Tomorrow Never Dies website